# Knivarnas väg
Knivarnas väg är del 15 i Robert Jordans fantasyserie Sagan om Drakens Återkomst (Wheel of Time). På engelska: The Path of Daggers och den kom ut 2000. Den är översatt av Jan Risheden.